# Wattana Playnum
Wattana Playnum (Thai: วัฒนา พลายนุ่ม, * 19. August 1989 in Kamphaeng Phet) ist ein thailändischer Fußballspieler.

## Karriere

### Verein
Seine fußballerische Laufbahn begann 2003 in Kamphaeng Phet in Schulmannschaft der Khongphai Wittaya School. Hier spielte er bis 2008. In der Zeit von 2009 bis 2014 spielte er bei den Drittligisten Nakhon Sawan FC, Paknampho NSRU FC und dem  Ayutthaya FC. 2015 unterschrieb er einen Vertrag bei Muangthong United in Pak Kret. Das erste Jahr wurde er an den Zweitligisten Pattaya United nach Pattaya ausgeliehen. Hier spielte er 26-mal in der zweiten Liga und schoss dabei sechs Tore. Er trug damit maßgeblich zum Aufstieg des Vereins in die erste Liga bei. 2016 kehrte er nach der Ausleihe zu Muangthong United zurück. 2016 feierte er mit Muangthong die thailändische Meisterschaft. Im gleichen und im darauffolgenden Jahr gewann er mit Muangthong den Thai League Cup. Den Thailand Champions Cup gewann er mit SCG im Jahr 2017. Nach 93 Erstligaspielen für SCG wechselte er im Juni 2021 zum Zweitligaabsteiger Uthai Thani FC. Mit dem Verein aus Uthai Thani spielte er in der Northern Region der Liga. Am Ende der Saison 2021/22 feierte er mit Uthai Thani die Meisterschaft der Region.  In der National Championship, den Aufstiegsspielen zur zweiten Liga, belegte man den ersten Platz und stieg nach einer Saison in der Drittklassigkeit wieder in zweite Liga auf. Nach dem Aufstieg verließ er Uthai Thani und schloss sich dem Erstligisten Nongbua Pitchaya FC an. Am Ende der Saison 2022/23 musste er mit Nongbua als Tabellenvorletzter den Weg in die Zweitklassigkeit antreten. Nach dem Abstieg verließ er den Verein und schloss sich seinem ehemaligen Verein, dem Erstligaaufsteiger Uthai Thaini FC an.

### Nationalmannschaft
2017 spielte er dreimal für die thailändische Nationalmannschaft.

## Erfolge
Muangthong United
- Thailändischer Meister: 2016
- Thailändischer Ligapokalsieger: 2016, 2017
- Thailand Champions Cup: 2017

Pattaya United
- Thailändischer Zweitligavizemeister: 2015  ▲

Uthai Thani FC
- Thai League 3 – North: 2021/22
- Thai League 3 – National Championship: 2021/22  ▲